# Pohlia cavaleriei
Pohlia cavaleriei är en bladmossart som beskrevs av Redfearn och Benito C. Tan 1995. Pohlia cavaleriei ingår i släktet nickmossor, och familjen Bryaceae. Inga underarter finns listade i Catalogue of Life.